# 東村 (広島県沼隈郡)
東村（ひがしむら）は、広島県沼隈郡にあった村。現在の福山市の一部にあたる。

## 地理
- 河川：本郷川[2]

## 歴史
- 1889年（明治22年）4月1日、町村制の施行により、沼隈郡東村が単独で村制施行し、東村が発足[1][2]。
- 1954年（昭和29年）3月31日、沼隈郡松永町、神村、金江村、藤江村、本郷村、柳津村と合併し、市制施行して松永市を新設して廃止された[1][2]。

### 地名の由来
新荘が分割された際、本郷以西を西村、以東を東村と称したことによる。

## 産業
- 農業、畳表、養蚕[2]

## 教育
- 1887年（明治20年）分教場設立[2]。1891年（明治24年）東村小学校に改称[2]。以後、1907年（明治40年）東村尋常高等小学校、1908年（明治41年）東村尋常小学校、1921年（大正10年）東村尋常高等小学校と変遷[2]。